# Toge Productions
Toge Productions是一家總部位於印度尼西亞雅加達的電子遊戲開發商和電子遊戲發行商。早期開發電腦網頁遊戲，2017年轉型為印尼獨立遊戲發行商。代表作為《傳染恐慌》系列和《Coffee Talk》。

## 歷史
Toge Productions由克里斯·安東尼·哈迪普特拉和蘇達爾明·丹兩人在2009年1月20日建立，公司的名字「Toge」源於印尼語「豆芽」，他們寄望未來公司能如豆芽一樣快速生長，並且有很強適應能力。兩人在梅鐸大學就讀，2007年兩人在校內組隊一起做專案，並為自己的團隊取名「Toge」。2008年兩人畢業後前往遊戲公司工作，後來兩人發現有一個獎金1000美金的Flash遊戲開發比賽，兩人於是打算參加比賽賺點零花。雖然兩人在比賽中並沒有獲獎，但是參賽期間兩人也解了更多Flash遊戲的市場資訊，並下決定辭去工作，專門開發Flash遊戲，遊戲開發公司Toge Productions也就此成立。
2009年成立初期，他們手上只有兩台電腦和兩千美金，克里斯的父親不支持兒子的選擇，克里斯只能在蘇達爾明的車庫暫住，兩人平時只能吃便宜的方便麵鼓腹。情況很快就有了好轉，公司在成立第一年就開始盈利，他們還拉來過去的同學加入Toge Productions。他們開發的第三款遊戲《傳染恐慌》在Flash遊戲平台Newgrounds上獲得好評，之後他們也不斷優化遊戲，這款在2010年推出網頁遊戲，在2013年就擁有超過700萬名玩家，Toge Productions也有陸續推出該遊戲的系列作品。《傳染恐慌》系列的高人氣經常獲得Flash遊戲平台Newgrounds和Kongregate的每天和每週推薦，並獲得Kongregate的現金獎勵。同時Flash Game License這類讓Flash遊戲開發商和發行商交流的網站，也讓Toge Productions從發行商獲得前期的開發資金。2010年得益《傳染恐慌》的成功和發行商Mochi Games的支持，他們將公司搬到了雅加達，並開發了一款大型多人線上角色扮演遊戲《Planetary Conflict》。《Planetary Conflict》雖然獲得獲得好評，但是遊戲運營成本太高，並沒有帶來足夠的盈利。當時只有四人的開發團隊也意識到自身的體量不足以營運這類遊戲，自此Toge Productions也確立了自身的開發方向，那就是開發深度且有趣的單人遊戲。
2012年繼史提夫·喬布斯禁止Flash在iPhone使用之後，Adobe宣佈退出Android平台。這些消息讓Flash遊戲市場萎縮，Toge Productions也開始探索新的發展方向，他們開始將自家遊戲移植到行動裝置上，2013年也登陸Steam的青睞之光，嘗試在Steam發行遊戲。2014年Toge Productions發現他們的《傳染恐慌：倖存者》被中國大陸的遊戲開發者抄襲並發佈到App Store，在申述後抄襲遊戲下架。
2017年1月，Toge Productions投資印尼的遊戲開發組Mojiken。2月，Toge Productions獲得Discovery Nusantara Capital的戰略投資，克里斯表示公司將利用這筆投資來開發印尼遊戲並在全球市場推出。5月，Toge Productions宣佈成為遊戲發行商，並計劃扶持本土製作的遊戲。12月，Toge Productions內部進行Game Jam，活動中誕生《Coffee Talk》的原型《Green Tea Latte》，《Coffee Talk》也成為公司未來兩年的一個主要開發專案。
2021年6月，Toge Productions為了支持獨立遊戲開發者，成立了資助計劃Toge Game Fund Initiative。計劃專注東南亞的遊戲開發者，最高可以獲得十萬美金的資助。

## 主要開發遊戲
| 遊戲名稱               | 發售日期                            | 備註         |
| ---------------------- | ----------------------------------- | ------------ |
| 《傳染恐慌》           | 網頁版：2009年12月                  | [ 1 ]        |
| 《傳染恐慌：世界統領》 | 網頁版：2010年2月                   | [ 1 ]        |
| 《Planetary Conflict》 | 網頁版：2011年                      | [ 4 ]        |
| 《傳染恐慌2》          | 網頁版：2012年                      | [ 3 ]        |
| 《傳染恐慌：倖存者》   | Android：2012年9月 PC：2016年8月8日 | [ 14 ] [ 8 ] |
| 《传染恐慌3：启示录》  | PC：2018年5月11日                   | [ 14 ]       |
| 《咖啡心语》           | PC：2020年1月30日                   | [ 14 ]       |
| 《魔君：致命错误》     | PC：2020年7月31日                   | [ 14 ]       |
| 《咖啡心语2》          | PC：2023年4月20日                   | [ 14 ]       |

## 代理遊戲
- 不註明的均為Steam發售日期[14]

| 遊戲名稱                                | 發售日期                            | 開發               |
| --------------------------------------- | ----------------------------------- | ------------------ |
| 《Banyu Lintar Angin - Little Storm -》 | 2017年3月3日                        | Mojiken            |
| 《魔法猫咪》                            | 2017年8月22日                       | Kucing Rembes      |
| 《烏鴉先生的獨白》                      | 2018年1月12日                       | Mojiken            |
| 《我的可爱女儿》                        | 2018年3月9日                        | GameChanger Studio |
| 《Ultra Space Battle Brawl》            | 2018年10月5日                       | Mojiken            |
| 《和平之怒》                            | 2018年11月9日                       | Rolling Glory Jam  |
| 《她和光之使者》                        | 2019年1月17日                       | Mojiken            |
| 《蔚蓝传奇：探路者》                    | 任天堂Switch：2019年3月21日         | MassHive Media     |
| 《无垠之心》                            | 2020年1月23日（序章） 2023年1月19日 | Mojiken            |
| 《往事》                                | 2019年11月4日（序章） 2020年9月22日 | Mojiken            |
| 《杀戮之源》                            | 2020年5月13日（序章） 2021年5月19日 | Tahoe Games        |
| 《瓦纳利斯：战术》                      | 2022年4月21日（序章） 2022年8月4日  | Matheus Reis       |
| 《無垠之心》                            | 2023年1月19日                       | Mojiken            |
| 《TEST TEST TEST》                      | 2024年1月18日                       | Mojiken            |
| 《Saber Survivors》                     | 205年1月17日                        | Reima Project      |
| 《Cats and Seek: Toge Land》            | 2025年1月17日                       | Noobzilla          |

## 備註
1. ↑  Discovery Nusantara Capital是金科文化投資為主體，位於印尼的投資公司。

## 外部連結
- Toge Productions的X（前Twitter） （英文）
- Toge Productions的Facebook專頁 （英文）